# Elizaveta Ostrogska

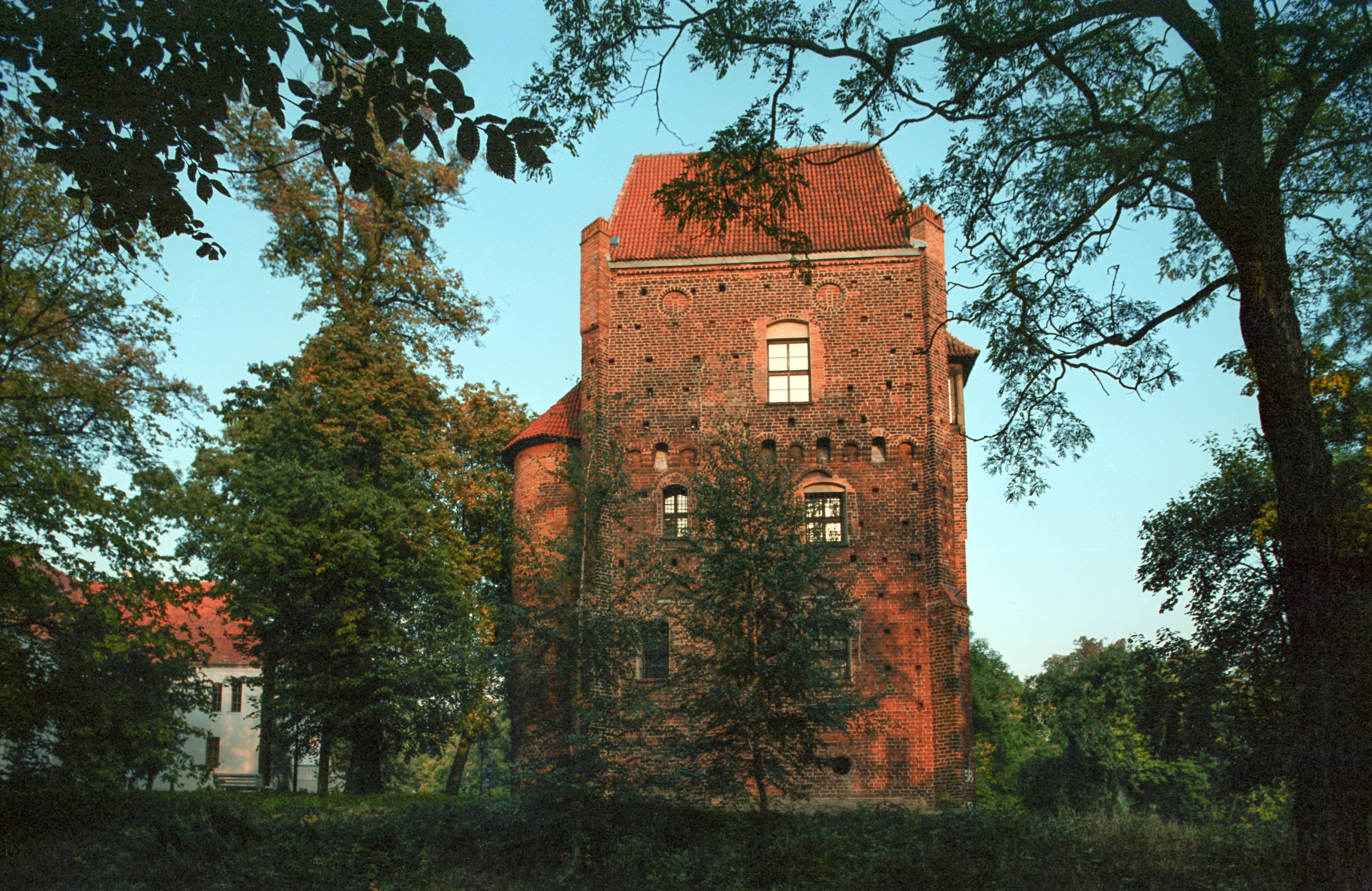
Szamotuły - Torre Halszka

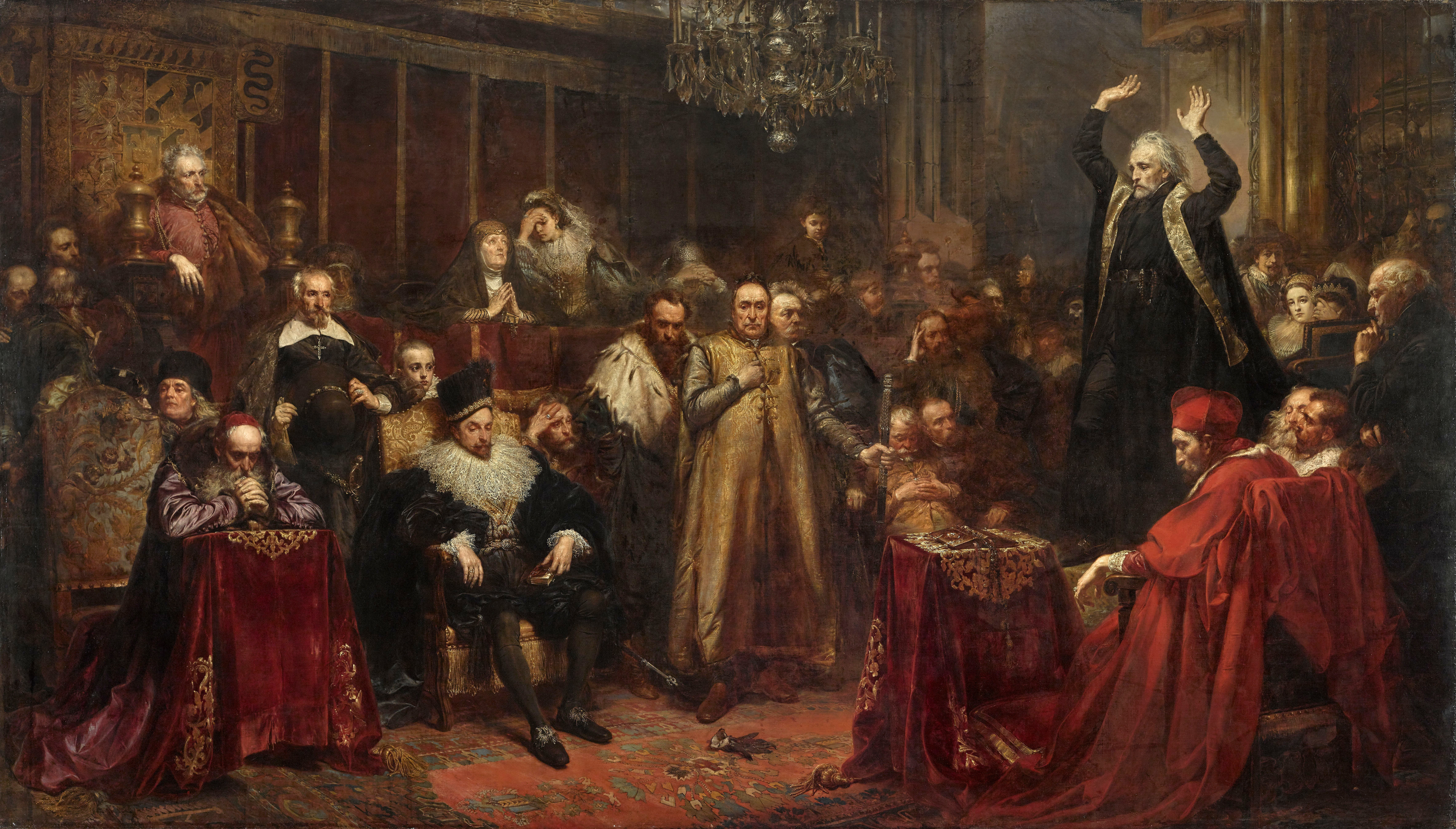
Jan Matejko - Kazanie Skargi

La princesa Elizaveta Ostrogska (1539–1582), también conocida como Elżbieta o Halshka, fue una heredera rutena, hija única del príncipe Illia Ostrogski y Beata Kościelecka.

## Biografía
Nació en el castillo de Ostrog en 1539, poco después su padre murió. Por lo tanto, heredó una gran fortuna que la hizo muy atractiva como esposa.
Cuando tenía 14 años, su tío Konstanty Wasyl Ostrogski (contra la voluntad de su madre) la obligó a casarse con Dymitr Sanguszko, starost de Kaniv, Cherkasy y Zhytomyr. Pronto Dymitr tuvo que huir debido al conflicto con Segismundo II Augusto I, pero fue capturado y asesinado por Marcin Zborowski en Jaroměř en 1554. 
En 1555, Por orden del rey contrajo matrimonio nuevamente con Łukasz Górka, voivoda de Poznań, Kalisz, Łęczyca y Brześć Kujawski, contra su voluntad de ella y la de su madre, que quería que Halszka se casara con Siemion Olelkowicz, príncipe de Slutsk. Tanto la madre como la hija huyeron a Lviv y se escondieron en la Iglesia Dominicana. El príncipe Siemon entró en la iglesia vestido como un mendigo y se casó en secreto con la princesa Ostrozka en 1559. Pero el rey no reconoció la unión y ordenó al príncipe Siemon que la devolviera a Górka. La iglesia fue sitiada y madre e hija se vieron obligadas a rendirse y aceptar la voluntad del Rey.
Su madre, Beata Kościelecka, intentó durante muchos años anular el matrimonio con Łukasz Górka. Mientras tanto, murió el príncipe Siemion Olelkovycz. Tras su muerte Ostrozka comenzó a participar en asuntos sociales con su marido de iure.
Ostrozka vivió con Górka en su castillo de Szamotuły hasta su muerte en enero de 1573.
Cuando enviudó por tercera vez, su tío Konstanty Wasyl la obligó a darle a él y a su hijo Janusz parte de su fortuna.
Murió sola y con problemas mentales, a la edad de 43 años en 1582.

## En  la cultura popular
Su trágico destino sirvió de inspiración para el libro de Józef Ignacy Kraszewski, titulado Halszka.
Jan Matejko la retrato detrás de Kazanie Skargi.
Existe una leyenda sobre una de las torres del castillo de Szamotuły, que dice que allí estaba la prisión de una "princesa oscura", cuyo rostro permaneció oculto tras una máscara de hierro según las órdenes de su marido.